# Marie Oyon
Marie Oyon (née le 31 décembre 1898 à Montoir-de-Bretagne, décédée le 11 octobre 1969 au Mans) est résistante française, députée et sénatrice du groupe socialiste, membre de la première Assemblée nationale constituante à la libération.

## Biographie

### Résistance et déportation
Résistante, elle est déportée à Ravensbrück par le convoi I.212 parti de Paris le 13 mai 1944. Elle est libérée le 9 avril 1945.

### Carrière politique
Agent général d'assurances au Mans, elle est élue au conseil général de la Sarthe, puis élue députée le 21 octobre 1945.
Elle est sénatrice de 1946 à 1948.

## Décoration
- Médaille de la Résistance française (décret du 24 avril 1946)

## Odonymie
Un boulevard de la ville du Mans porte son nom ainsi que celui de son mari Alexandre, résistant mort en déportation.